# Steeple Jason
Pour les articles homonymes, voir Jason (homonymie).
L'île Steeple Jason, en anglais : Steeple Jason Island est une petite île située à l'ouest de l'île Grand Jason. C'est une partie des îles Jason dans les îles Malouines. Avec Grand Jason, c'est l'une des "Islas los Salvajes" en espagnol (les îles Jason étant divisés en deux groupes dans cette langue).

## Population et géographie

Îles Jason

Aucune des îles Jason n'a jamais été véritablement habitée. Steeple Jason a été utilisé pour le pâturage des moutons jusque dans les années 1980. Il y a les restes d'un hangar de tonte sur l'île. Il y a aussi la station Steinhardt, une station de recherche sur le terrain sur l'île, construite en 2003 pour surveiller la faune.
L'île est entourée de terres basses autour du rivage qui s'élèvent rapidement jusqu'à un pic escarpé, d'où le nom de l'île.
L'île appartenait autrefois au philanthrope new-yorkais Michael Steinhardt, qui en a ensuite fait don à la Wildlife Conservation Society du zoo du Bronx.

## Faune
Steeple Jason abrite la plus grande colonie d'albatros à sourcils noirs au monde. Plus de 70 % de la population mondiale d'albatros à sourcils noirs se reproduisent dans les îles Falkland.
Les autres oiseaux comprennent le gorfou sauteur, le manchot de Magellan, le manchot papou, le prion de Belcher, le caracara austral et le cinclode fuligineux. Le manchot de Magellan est près de la partie sud de son aire de répartition ici, mais le manchot papou plus tolérant au froid se reproduit également sensiblement au sud dans l'Antarctique. La seule vie mammifère est marine, par exemple le lion de mer et l'otarie à fourrure.
De grands lits de varech entourent l'île et la terre est couverte d'herbes communes aux autres îles Falkland, comme l'herbe de tussack.
Les oiseaux et autres animaux sauvages de l'île Steeple Jason sont dans de nombreux cas menacés, principalement en raison de la surpêche dans l'océan Atlantique Sud au cours du siècle dernier.

## Galerie

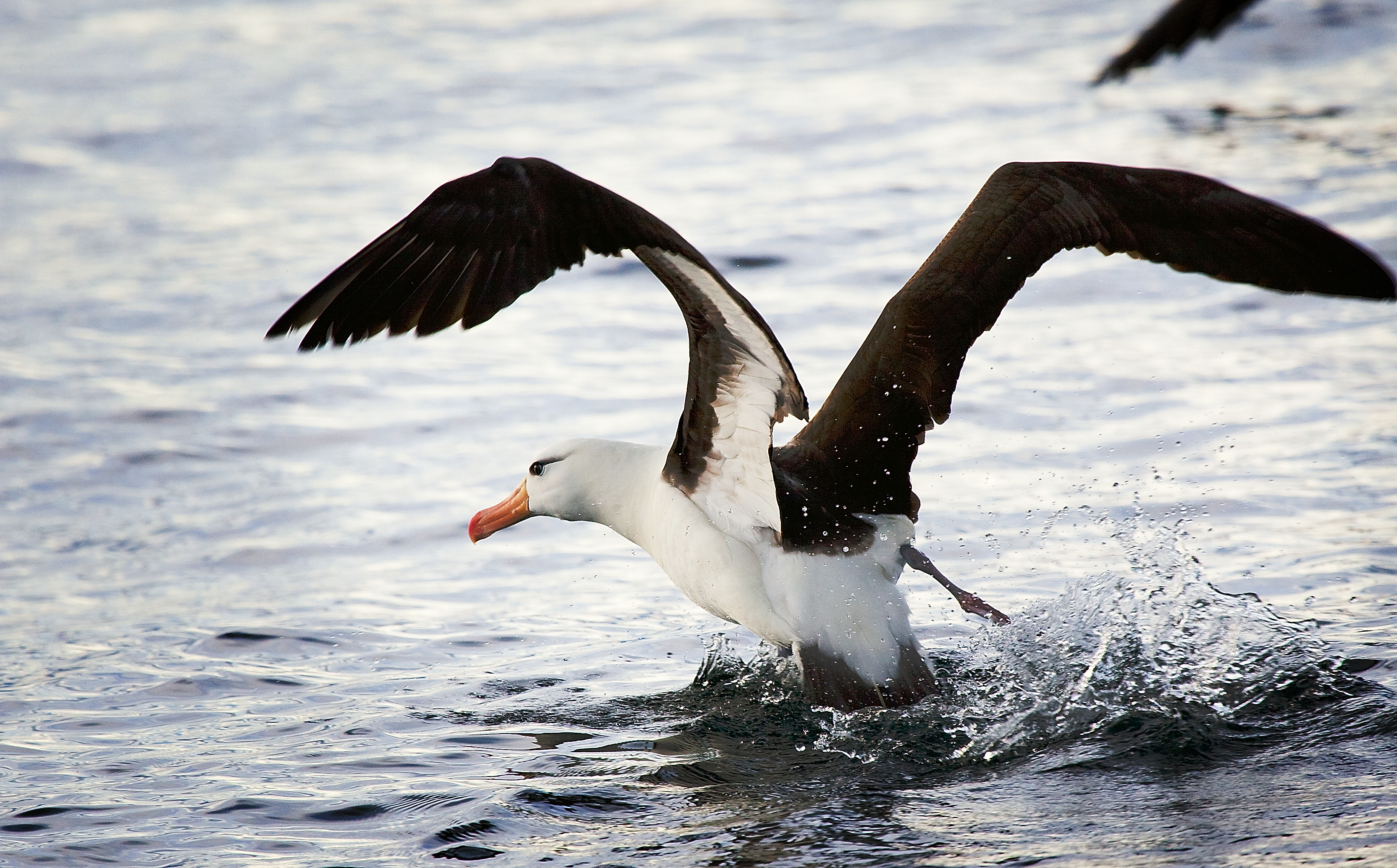
Albatros à sourcils noirs
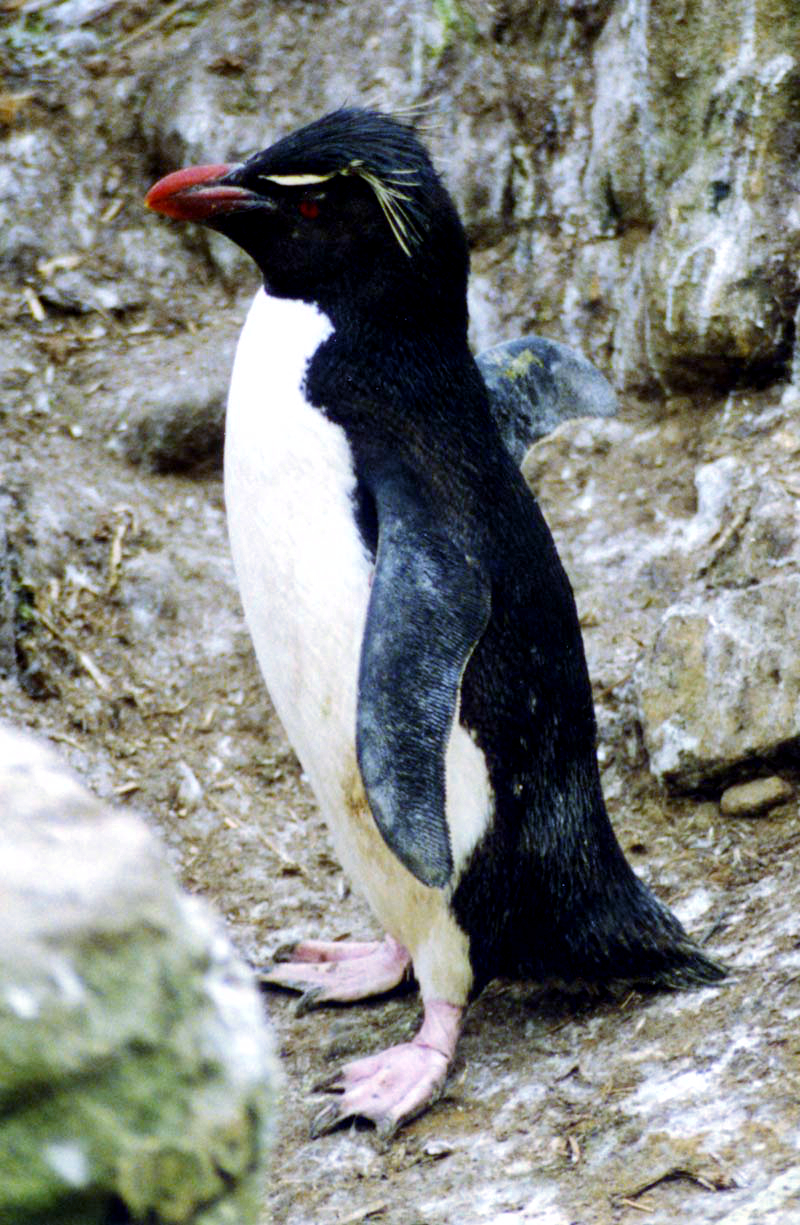
Gorfou sauteur
Manchot de Magellan
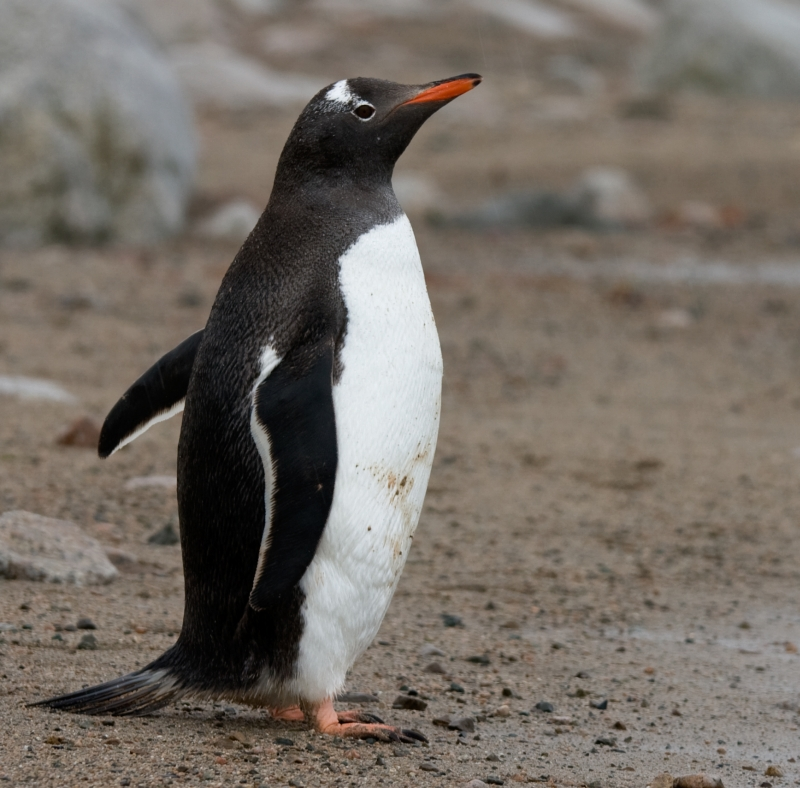
Manchot papou
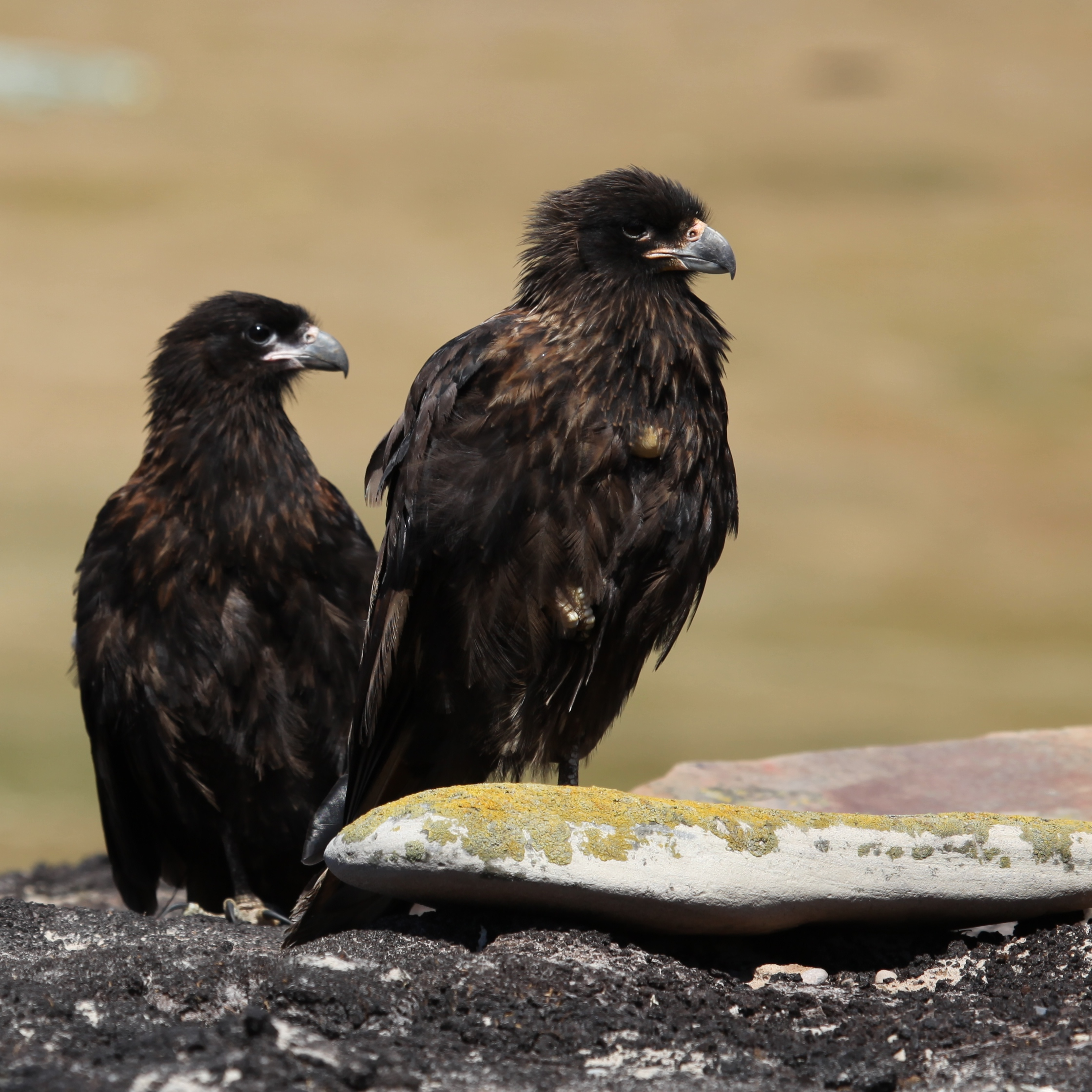
Caracara austral
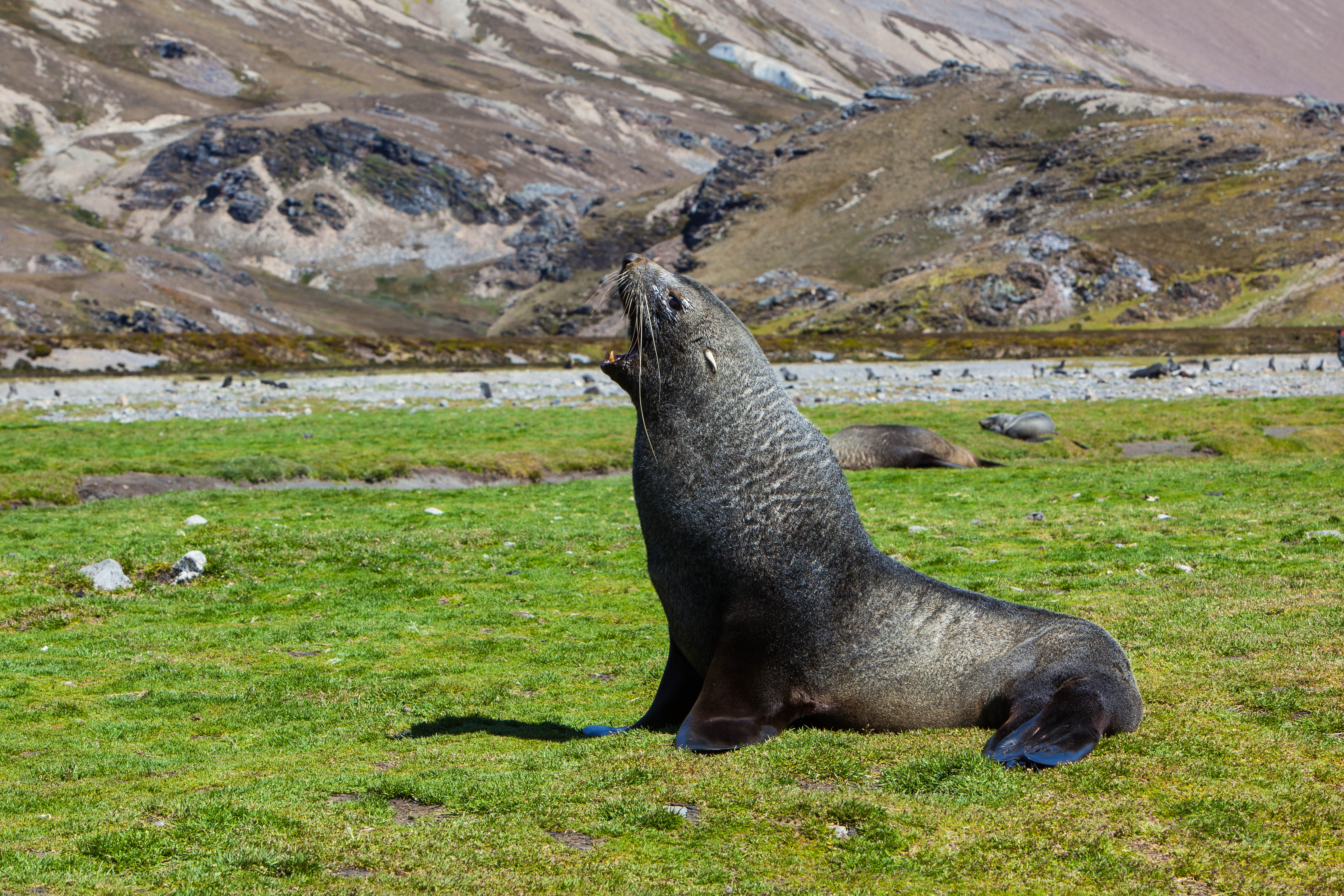
Otarie à fourrure